# Гуар, Дезире
Дезире́ Гуа́р (фр. Désiré Guard, неизвестно — неизвестно) — французский хоккеист (хоккей на траве), полевой игрок. Участник летних Олимпийских игр 1920 года.

## Биография
Дезире Гуар вошёл в состав сборной Франции по хоккею на траве на летних Олимпийских играх в Париже, занявшей 4-е место. Играл в поле, провёл 2 матча, забил (по имеющимся данным) 1 мяч в ворота сборной Бельгии.
Других данных о жизни нет.